# Bouloc (Haute-Garonne)
Bouloc is een gemeente in het Franse departement Haute-Garonne (regio Occitanie). De plaats maakt deel uit van het arrondissement Toulouse. Bouloc telde op 1 januari 2022 4.655 inwoners.

## Geografie
De oppervlakte van Bouloc bedroeg op 1 januari 2022 18,55 vierkante kilometer; de bevolkingsdichtheid was toen 250,9 inwoners per km².

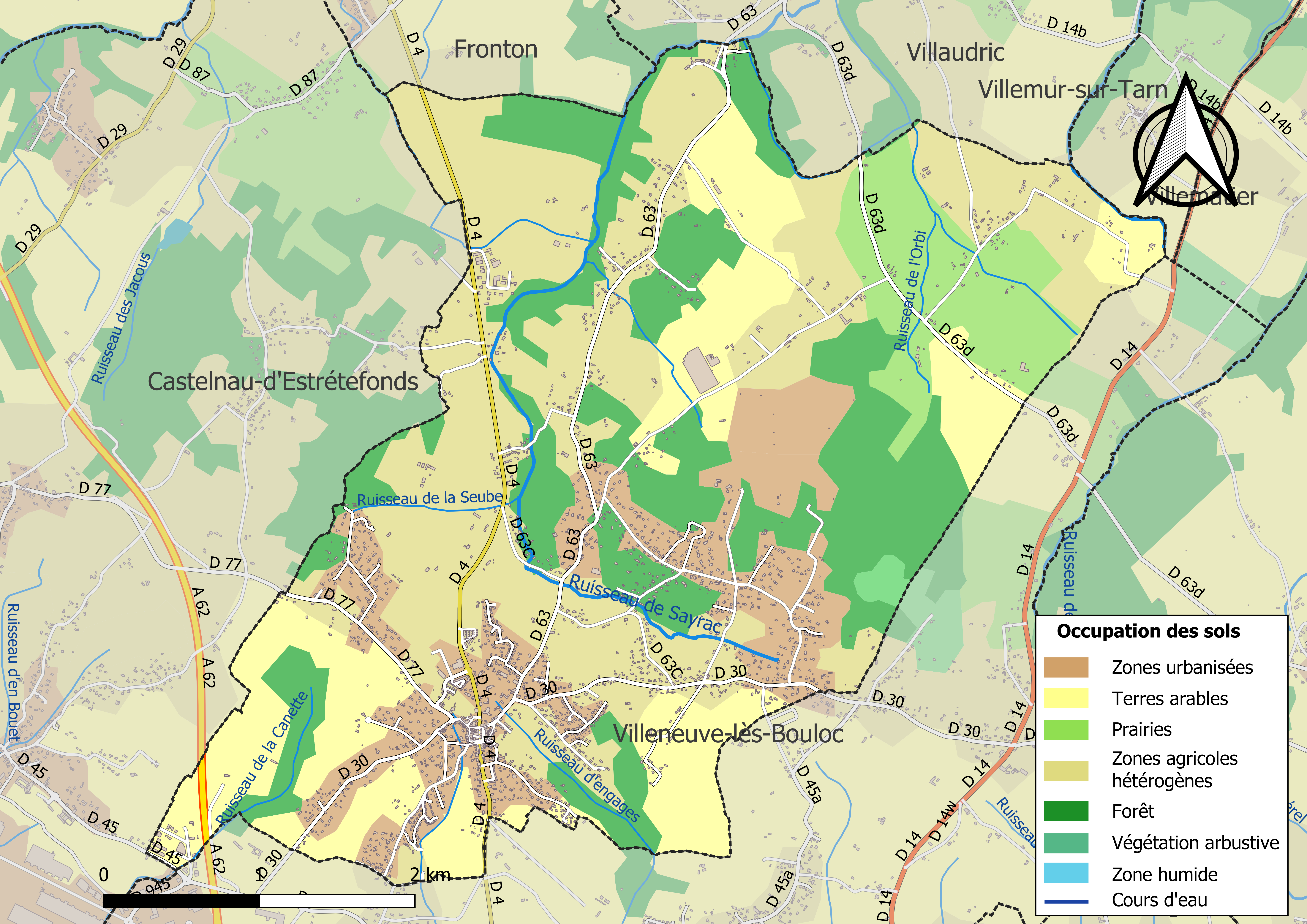
Kaart van de gemeente met belangrijkste infrastructuur, bodemgebruik en omliggende gemeenten

## Demografie
Onderstaande figuur toont het verloop van het inwonertal (bron: INSEE-tellingen).